# 邓肯·霍尔丹
弗雷德里克·邓肯·迈克尔·霍尔丹，FRS（英語：Frederick Duncan Michael Haldane，1951年9月14日—），英裔美國物理学家，现任普林斯顿大学物理学系尤金·希金斯物理学教授。他因“在物质的拓扑相变和拓扑相领域的理论性发现”而与戴维·索利斯以及约翰·科斯特利茨共同获得了2016年度诺贝尔物理学奖。他对于凝聚体物理学做出了一系列基础性贡献，其中包括：拉廷格液体理论、一维自旋链理论、分数量子霍尔效应理论、排斥统计（英語：Exclusion Statistics）以及纠缠谱（英語：Entanglement Spectra）等等。

## 荣誉
所获荣誉包括：英国皇家学会会士、美国文理科学院院士、美国物理学会会员、英国物理学会会士、美國科學促進會会员、艾尔弗·斯隆基金资助研究人员（1984－1988）及洛伦兹研究所主任（2008）。他还获得了美国物理学会颁发的奥利弗·巴克利奖（1993年）、狄拉克奖（2012年）以及诺贝尔物理学奖（2016）。